# Ilmsdorf (Bürgel)
Ilmsdorf ist ein Ortsteil der Stadt Bürgel im Saale-Holzland-Kreis in Thüringen.

## Geographie
Ilmsdorf liegt wie Beulbar und Gerega an der alten Handelsstraße zur Gleisefurt-Quere. Damals waren diese Weiler gefragte Stationen an der Route. Jetzt leben sie von der Abgeschiedenheit und der schönen Natur und nutzen die neuen Verkehrsbedingungen.

## Geschichte
Ilmsdorf wurde am 7. September 1358 urkundlich erstmals genannt.
Der Weiler gehörte mit zu den genannten Dörfern der Missionspfarrei St. Georgensberg. Das Kloster und die Handelsstraße bedingten, dass diese Orte Wirtschaftspunkte und Stationen für Hilfe und Unterstützung der reisenden Menschen und für Tiere waren.
Der adlige Ort gehörte zum Besitz des Klosters Bürgel und kam nach dessen Auflösung im Zuge der Reformation im Jahr 1526 zum ernestinischen Amt Bürgel. Dieses gehörte aufgrund mehrerer Teilungen zu verschiedenen Ernestinischen Herzogtümern. Ab 1815 war der Ort Teil des Großherzogtums Sachsen-Weimar-Eisenach,  welches ihn 1850 dem Verwaltungsbezirk Weimar II (Verwaltungsbezirk Apolda) angliederte. 1920 kam Ilmsdorf zum Land Thüringen.